# A540-es autópálya (Németország)
Az A540-es autópálya (németül: Bundesautobahn 540) egy autópálya Németországban. Hossza 7 km.